# Vailimia masinei
Espèce
Synonymes
- Vailima masinei Peckham & Peckham, 1907

Vailimia masinei est une espèce d'araignées aranéomorphes de la famille des Salticidae.

## Distribution
Cette espèce est endémique du Sarawak en Malaisie,.

## Description
Le mâle holotype mesure 5,5 mm.

## Publication originale
- Peckham & Peckham, 1907 : The Attidae of Borneo. Transactions of the Wisconsin Academy of Sciences, Arts, and Letters, vol. 15, p. 603-653 (texte intégral).